# Biersteuer
Biersteuer ist eine indirekte Verbrauchsteuer, deren Steuerobjekt die Herstellung von Bier ist. Die Höhe der Biersteuer richtet sich in den deutschsprachigen Ländern nach dem Stammwürzegehalt des Bieres und der Produktionsmenge der Brauerei.

## Deutschland
In Deutschland wird die Biersteuer durch die Zollverwaltung erhoben. Während Verbrauchsteuern in Deutschland im Allgemeinen dem Bund zustehen, wurden die Einnahmen aus der Biersteuer den Ländern zugesprochen. Für Haustrunk und die ersten 200 Liter von Hobbybrauern (ab 2025 500 Liter) entfällt die Biersteuer.

### Geschichte
In Bayern wurden die seit dem Mittelalter bestehenden Abgaben auf Bier seit 1806 in einheitlicher Form von den Brauereien erhoben. 1870 sicherten sich das Königreich Bayern, das Königreich Württemberg und das Großherzogtum Baden die lukrative Biersteuer als Reservatrecht. In den folgenden Jahrzehnten nahm die Bedeutung der Biersteuer für den jeweiligen Staatshaushalten immer weiter zu. 1913 belief sich der Anteil der Biersteuer an den gesamten Staatssteuern Bayerns auf 35,8 % (52,1 Mio. Mark).
Im Gefolge des Reichsbiersteuergesetzes vom 26. Juli 1918 wurden die letzten obrigkeitlichen Braumonopole abgeschafft.

### Steueraufkommen
Das langjährige Biersteueraufkommen ist in Deutschland rückläufig: 829 Mio. € (2001), 777 Mio. € (2005), 713 Mio. € (2010) und 617 Mio. € (2019).

### Steuergegenstand (§ 1 Biersteuergesetz)
Besteuert werden Bier und Mischungen von Bier mit nichtalkoholischen Getränken (z. B. Radler).

### Steuertarif
Der Regelsteuersatz beträgt pro Hektoliter 0,787 € je Grad Plato Stammwürze (§ 2 Abs. 1 BierStG). Daraus ergibt sich für einen Liter übliches Vollbier (z. B. Pils, Kölsch, Altbier) mit einem Stammwürzegehalt von ca. 12 Grad Plato etwa 9,4 Cent Biersteuer. Dies gilt auch für Mischungen. Biermischungen werden mengenmäßig einschließlich ihres Limonadenanteils versteuert. Bis 2018 wurden sowohl die Stammwürze des für die Mischung verwendeten Bieres als auch der über die Limonade eingebrachte Zuckeranteil für die Stammwürze-Bestimmung herangezogen. Der Europäische Gerichtshof hat diese Praxis als europarechtswidrig untersagt (Urteil C-30/17 vom 17. Mai 2018). Seitdem wird nur noch der Bieranteil zur Ermittlung des Stammwürzegehalts herangezogen, sodass sich folgende beispielhafte Rechnung ergibt: Eine Mischung aus 50 % Bier Plato 10 und 50 % Limonade ergibt 1 Liter zu versteuerndes Getränk mit Plato 5. Damit entsteht die Steuer in Höhe von 5 Plato * 0,787 €/hl = 3,9 ct.

### Steuerermäßigungen
Der Regelsteuersatz gilt grundsätzlich und wird in der Praxis in folgenden Fällen erhoben:
- Brauereien mit einem Jahresausstoß von 200.000 hl;
- Fremdbier, d. h. Bier, das in den steuerrechtlich freien Verkehr überführt wird, aber nicht vom Steuerschuldner selbst hergestellt wurde (z. B. Importbier);
- Bier, das bei der Herstellung ohne Lagererlaubnis entsteht;
- Biermischungen.

Für Brauereien, die weniger als 200.000 hl Bier pro Kalenderjahr herstellen und die nicht mit anderen Brauereien rechtlich oder wirtschaftlich verbunden sind, gilt ein ermäßigter Steuersatz. Dieser wird in 1.000-Hektoliter-Schritten berechnet und endet bei 5.000 Hektolitern und 0,3935 EUR/hl * Plato (50 %). Die unter Steuertarif aufgeführte Rechnung für Bier Plato 12 würde also zu einem Steuerbetrag von 4,7 ct für den Liter führen. Diese Ermäßigung gilt auch für Bier aus Ländern der europäischen Union. Bis 2020 galt ein Mindeststaffelsatz von 56 %; dieser wurde zunächst für 2 Jahre abgesenkt und vor Auslaufen entfristet.

### Herstellung ohne Lagererlaubnis nach § 5 Biersteuergesetz
Biersteuerrechtlich benötigt man in Deutschland keine Erlaubnis zur gewerblichen Herstellung von Bier. Im Gegensatz zu zugelassenen Brauereien (Steuerlager), entsteht die Steuer aber sofort. Außerdem ist das Bier immer zum Regelsteuersatz zu versteuern und es kann kein steuerfreier Haustrunk abgegeben werden. Der Verkauf – z. B. auf Vereinsfesten oder im Bekanntenkreis – kann aber gewerberechtlichen Einschränkungen unterliegen (Gaststättenkonzession, Gesundheitsnachweise).

### Haustrunk
In zugelassenen Brauereien ist Bier von der Steuer befreit, das als Haustrunk unentgeltlich an Arbeitnehmerinnen und Arbeitnehmer abgegeben wird.

### Haus- und Hobbybrauer
Hobbybrauer brauchen bis zu einer Menge von 5 Hektolitern pro Jahr keine Biersteuer zu entrichten. Wird die Freimenge überschritten, gelten für die Hobbybrauer die Regelsteuersätze.

### Alkoholfreies Bier
Alkoholfreies Bier (Alkoholgehalt bis 0,5 % vol) unterliegt nicht der Biersteuer (§ 1 Abs. 2 Nr. 1 BierStG in Verbindung mit Erläuterungen der Pos. 2203 der Kombinierten Nomenklatur).

## Österreich
In Österreich beträgt die Biersteuer pro Hektoliter Bier 2 € je Grad Plato Stammwürzegehalt. (Biersteuergesetz § 3 Abs. 1). Daraus ergibt sich für einen Liter übliches Vollbier (z. B. Pils) mit einem Stammwürzegehalt von ca. 12 Grad Plato etwa 24 Cent Biersteuer.

## Schweiz
In der Schweiz werden pro Hektoliter Leichtbier (bis 10,0 Grad Plato) Fr. 16.88, für Normal- und Spezialbier (von 10,1 bis 14 Grad Plato) Fr. 25.32 und für Starkbier (ab 14,1 Grad Plato) Fr. 33.76 Biersteuer erhoben. (Bundesgesetz vom 6. Oktober 2006 über die Biersteuer (Biersteuergesetz, BStG)) Daraus ergibt sich für einen Liter übliches Vollbier (z. B. Pils) mit einem Stammwürzegehalt von ca. 12 Grad Plato etwa 25 Rappen Biersteuer.